# Châtel-Saint-Germain
Châtel-Saint-Germain là một xã trong vùng Grand Est, thuộc tỉnh Moselle, quận Metz-Campagne, tổng Ars-sur-Moselle. Tọa độ địa lý của xã là 49° 07' vĩ độ bắc, 06° 04' kinh độ đông. Châtel-Saint-Germain nằm trên độ cao trung bình là 200 mét trên mực nước biển, có điểm thấp nhất là 176 mét và điểm cao nhất là 355 mét. Xã có diện tích 12,88 km², dân số vào thời điểm 2004 là 2186 người; mật độ dân số là 169,5 người/km². Xã thuộc Pháp từ 1661.

## Thông tin nhân khẩu
| 1962  | 1968  | 1975  | 1982  | 1990  | 1999  |
| ----- | ----- | ----- | ----- | ----- | ----- |
| 1 191 | 1 443 | 1 616 | 1 854 | 1 799 | 1 983 |